# Mity
Mity opus 30 – trzy poematy na skrzypce i fortepian Karola Szymanowskiego. Nowatorskie dzieło muzyczne polskiego kompozytora, jeden z najwybitniejszych utworów światowej literatury skrzypcowej.
Powstały wiosną 1915 we współpracy ze skrzypkiem Pawłem Kochańskim, w czasie pobytu kompozytora w Zarudziu. 
Prawykonane w Humaniu w 1916.

## Części
1. Źródło Aretuzy
2. Narcyz
3. Driady i Pan